# No princípio era o Verbo

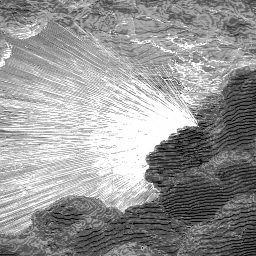
Concepção artística da criação, por Gustave Doré.

No Princípio era o Verbo é a abertura presente no primeiro capítulo do Evangelho de João, que em seus versículos iniciais retoma a criação do mundo, tema ainda do primeiro capítulo do Gênesis. Cabe notar que todo o Novo Testamento foi escrito em grego koiné, a lingua franca da parte oriental do Império Romano nas primeiras décadas da era cristã.
| “ | «No princípio era o Verbo, e o Verbo estava com Deus, e o Verbo era Deus. Ele estava no princípio com Deus. Tudo foi feito por ele; e nada do que tem sido feito, foi feito sem ele. Nele estava a vida, e a vida era a luz dos homens.» (João 1:1–4) | ” |

No princípio criou Deus os céus e a terra.
Esta é a frase que todos respondem quando perguntamos o que Deus criou primeiro, (No princípio criou Deus os céus e a terra), mas na verdade o que Deus criou primeiro foi o tempo (Chronos). Sem a criação do tempo não saberíamos o que veio por primeiro e o que veio depois.

## Texto de origem e traduções
| Grego Koinê               | Ἐν ἀρχῇ ἦν ὁ Λόγος, καὶ ὁ Λόγος ἦν πρὸς τὸν Θεόν, καὶ Θεός ἦν ὁ Λόγος.                                  |
| transliteração do Grego   | En archē ēn ho Lógos, kai ho Lógos ēn pros ton Theón, kai Theós ēn ho Lógos.                            |
| Grego para o Português    | No início era a Palavra, e a Palavra estava com (em direção a) (o) Deus, e Deus era a Palavra.          |
| -------grego alternado    | (início: original, fundação, fonte, princípio) (Palavra: razão, dizer) (com: em direção a, enfrentando) |
| Peshitta Siríaca          | ܒ݁ܪܺܫܺܝܬ݂ ܐܺܝܬ݂ܰܘܗ݈ܝ ܗ݈ܘܳܐ ܡܶܠܬ݂ܳܐ ܘܗܽܘ ܡܶܠܬ݂ܳܐ ܐܺܝܬ݂ܰܘܗ݈ܝ ܗ݈ܘܳܐ ܠܘܳܬ݂ ܐܰܠܳܗܳܐ ܘܰܐܠܳܗܳܐ ܐܺܝܬ݂ܰܘܗ݈ܝ ܗ݈ܘܳܐ ܗܽܘ ܡܶܠܬ݂ܳܐ ܀                           |
| Transliteração do Siríaco | brīšīṯ ʾiṯawhi huaʾ milṯāʾ, whu milṯāʾ ʾiṯauhi hwāʾ luaṯ ʾalāhāʾ; wʾalāhāʾ iṯauhi hwāʾ hu milṯāʾ,       |
| Copta Saídico             | ϨΝ ΤЄϨΟΥЄΙΤЄ ΝЄϤϢΟΟΠ ΝϬΙΠϢΑϪЄ, ΑΥШ ΠϢΑϪЄ ΝЄϤϢΟΟΠ ΝΝΑϨΡΜ ΠΝΟΥΤЄ. ΑΥШ ΝЄΥΝΟΥΤЄ ΠЄ ΠϢΑϪЄ                   |
| Transliteração do Copta   | Hn teHoueite neFSoop nCi pSaJe auw pSaJe neFSoop nnaHrm pnoute auw neunoute pe pSaJe.                   |
| Vulgata Latina            | In principio erat Verbum et Verbum erat apud Deum et Deus erat Verbum                                   |
| Latim para o Português    | Em princípio era o Verbo e o Verbo estava com Deus (ao lado de) e Deus era o Verbo.                     |
| -------Latim alternado    | (ao lado de: por; ao lado de, perto, próximo a)                                                         |

### João 1:1 em versões Inglesas
A retribuição mais comum em inglês é:

"In the beginning was the Word, and the Word was with God, and the Word was God."